# Lycaena lysizone
Lycaena lysizone är en fjärilsart som beskrevs av Pieter Cornelius Tobias Snellen 1876. Lycaena lysizone ingår i släktet Lycaena och familjen juvelvingar. Inga underarter finns listade i Catalogue of Life.